# Michael Parensen
Michael Parensen (ur. 24 czerwca 1986) – niemiecki piłkarz występujący na pozycji pomocnika w 1. FC Union Berlin.